# Guaicura

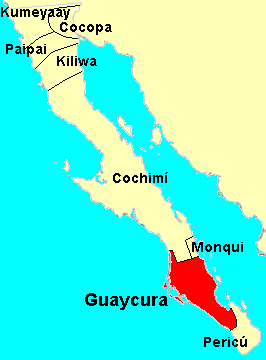
Territorio histórico de los guaicuras.

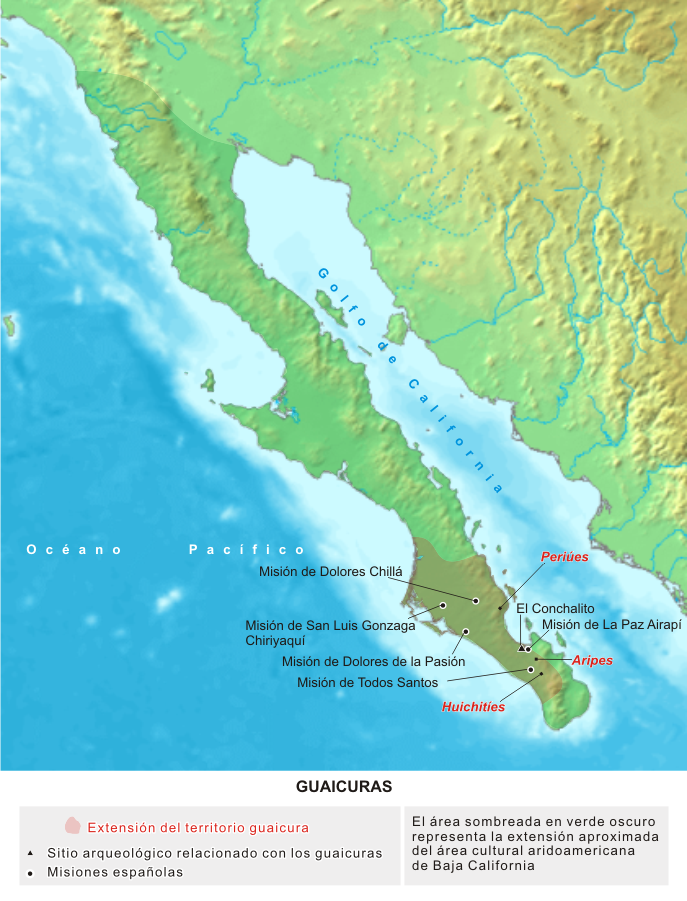
Territorio de los guaicuras.

Los guaycuras —también conocidos como guaicura o waicura— fueron un conjunto de pueblos nativos de Baja California sur (México), que ocuparon un área que se extendía desde el sur de la actual ciudad de Loreto hasta Todos Santos. Disputaban el área de La Paz a los pericúes.

## Historia
Los guaycura entraron en contacto con los [españoles] en Airapí (nombre indígena con el que se denominaba el actual emplazamiento de la capital sudcaliforniana) alrededor del año 1530. Por un siglo y medio, los encuentros con las expediciones marítimas a la península de California fueron esporádicos. Las misiones jesuitas destinadas a la evangelización de los guaicuras fueron construidas en Airapí (1720), Chillá (1721), Todos Santos (1733) y Chiriyaquí (1737). Los guaicuras estuvieron implicados en la Rebelión de los Pericúes en contra de los jesuitas en 1734, y comenzaron a declinar demográficamente en la segunda mitad del siglo XVIII. Probablemente se extinguieron culturalmente alrededor del año 1800. 
Algunos exploradores y misioneros dejaron ciertos informes etnográficos relacionados con el pueblo guaicura. Los más detallados de ellos corresponden al sacerdote jesuita francés Juan Jacobo Baegert, que se estableció en la Misión de Chiriyaquí entre 1751 y 1768. Baegert tomó demasiado a pecho su cargo en Chiriyaquí, al grado que calificó a los guaicuras de "estúpidos, brutos, sucios, insolentes, ingratos, mendaces, grandes habladores hasta el final e infantiles". Pensaba que la organización social de este pueblo era el extremo de la simplicidad, y creía que ese sistema había permanecido siempre así.

## Lengua
El testimonio de Baegert incluye un vocabulario con el nombre de algunas partes del cuerpo, un esquema de la conjugación del verbo y algunos textos en la lengua guaicura, entre ellos una versión de Padre Nuestro y de los doce artículos del Credo. William C. Massey en 1949 sugirió una relación lingüística entre el guaicura y el pericú, pero esta propuesta carece de evidencia suficiente y comparaciones significativas. Algunos lingüistas han sugerido que el guaicura puede pertenecer a la controvertida familia hokana de California y México; sin embargo, la evidencia disponible no parece concluyente.
Junto con las limitadas observaciones de Baegert sobre los guaicuras se cuenta con el testimonio del misionero Miguel del Barco aclara que los guaicuras estaban divididos en varios grupos huchitíes, coras, aripes, guaicuras propiamente dichos y monquis. Cada uno de estos grupos representaría un dialecto o lengua diferenciada.